# Krzeszów (Basses-Carpates)
Pour les articles homonymes, voir Krzeszów.
Krzeszów est une localité polonaise, siège de la gmina de Krzeszów, située dans le powiat de Nisko en voïvodie des Basses-Carpates.